# Andrew Skeen
Andrew David Skeen (Edimburgo, 2 aprile 1984) è un rugbista a 15 internazionale per la Scozia, Federazione rappresentata a livello di Nazionale Seven.

## Biografia
Cresciuto nel Berwick Rugby Club, nel 2005 si trasferì a Newcastle upon Tyne, in Inghilterra, per studio, ed entrò nella scuola rugby dei Falcons; nel 2006 fu ingaggiato dagli scozzesi del Watsonians, squadra di Edimburgo.
Durante la permanenza con gli Watsonians fu chiamato a rappresentare la Scozia sia a livello giovanile sia in Nazionale Seven.
Nell'estate del 2008 Massimo Cuttitta, allenatore degli avanti della Scozia maggiore, consigliò Skeen a suo fratello Marcello, tecnico dell'Amatori Milano, il quale lo provinò e decise di ingaggiarlo.
A Milano Skeen realizzò nella stagione 2009-10 211 punti in 19 gare.
A fine stagione giunse l'ingaggio nel Super 10 da parte della Rugby Roma.
Tornato in Gran Bretagna, dove lavora come insegnante, continua a militare da dilettante nel Berwick.